# 화원읍
화원읍(花園邑)은 대구광역시 달성군의 읍이다. 달성군의 읍·면 중에서 다사읍 다음으로 인구가 많다. 달서구 진천동, 대곡동, 유천동과 접해 있다. 달서구 월배지구와 같은 생활권에 속하고 대구 도심과의 접근성이 좋다. 16개 아파트 단지에 인구가 몰려 있다. 천내리 화원읍행정복지센터 일대는 대곡동과 인접한 번화가이다.
2016년 9월 8일에 천내리 화원읍행정복지센터와 설화리에 각각 대구 도시철도 1호선의 화원역과 설화명곡역이 개통되었으며, 이로 인해 달성군 지역 중 다사읍에 이어 두번째로 지하철이 운행되는 구역이다.

## 역사
- 1910년:경상북도 대구부 인흥면/화현내면
- 1914년 4월 1일 대구부 인흥면(仁興面)과 화현내면(花縣內面)을 달성군 화원면(花園面)으로 합면하였다.[1] (7법정리)

| 구 행정구역          | 신 행정구역        | 신 행정구역                            |
| -------------------- | ------------------ | -------------------------------------- |
| 대구부 인흥면 일원   | 달성군 화원면 일원 | 대곡동, 본리동                         |
| 대구부 화현내면 일원 | 달성군 화원면 일원 | 구라동, 천내동, 성산동, 명곡동, 설화동 |
- 1973년 7월 1일 대곡동을 월배면으로 이관하였다.[2] (6법정리)
- 1988년 5월 3일 동을 리로 일괄적으로 개칭하였다.[3]
- 1992년 3월 1일 화원읍으로 승격하였다[4]
- 1995년 3월 1일 경상북도 달성군을 대구광역시에 편입하였다.[5]
- 1995년 4월 20일 구라리 일부를 달서구 월배5동(대천동)으로 이관하였다.[6][7]

## 행정 구역
| 법정리         | 행정리 | 비고                  |
| -------------- | --- | --------------------- |
| 천내리(川內里) | 천내1리,천내2리,천내3리,천내4리,천내5리,천내6리,천내7리,천내8리,천내9리,천내10리,천내11리,천내12리,천내13리,천내14리,천내15리,천내16리,천내17리,천내18리 | 읍행정복지센터 소재지 |
| 구라리(九羅里) | 구라1리,구라2리,구라3리,구라4리,구라5리,구라6리,구라7리,구라8리,구라9리                                                                                  |                       |
| 성산리(城山里) | 성산1리,성산2리,성산3리,성산4리,성산5리,성산6리 |                       |
| 설화리(舌化里) | 설화1리,설화2리,설화3리,설화4리 |                       |
| 명곡리(椧谷里) | 명곡1리,명곡2리,명곡3리,명곡4리,명곡5리,명곡6리,명곡7리                                                                                                  |                       |
| 본리리(本里里) | 본리1리,본리2리,본리3리,본리4리,본리5리,본리6리 |                       |

## 주거

### 아파트
| 단지명                  | 건설사                             | 시행사                          | 주소                  | 주소   | 입주        | 비고                          |
| ----------------------- | ---------------------------------- | ------------------------------- | --------------------- | ------ | ----------- | ----------------------------- |
| 명곡미래빌 1단지        | 화성산업 ㈜삼주건설                | 대한주택공사                    | 화원읍 명곡로 11      | 명곡리 | 2000년 3월  |                               |
| 명곡미래빌 2단지        | ㈜우방                             | 대한주택공사                    | 화원읍 명천로 231     | 명곡리 | 2000년 3월  | 공공임대                      |
| 명곡미래빌 3단지        | ㈜우방                             | 대한주택공사                    | 화원읍 명곡로 30      | 명곡리 | 2000년 3월  |                               |
| 명곡미래빌 4단지        | ㈜서한                             | 대한주택공사                    | 화원읍 화암로 120     | 명곡리 | 2000년 5월  |                               |
| 명곡미래빌 5단지        | ㈜신성                             | 대한주택공사                    | 화원읍 명천로 243     | 명곡리 | 2001년 10월 |                               |
| 대곡역그린빌            | 두산건설                           | 대한주택공사                    | 화원읍 명천로 57      | 본리리 | 2003년 8월  | '본리 그린빌'에서 단지명 변경 |
| 달성본리주공 2단지      | ㈜삼융건설                         | 대한주택공사                    | 화원읍 성암로 25      | 본리리 | 2003년 3월  | 국민임대                      |
| 화원역 태왕리더스       | ㈜태왕                             | ㈜태왕                          | 화원읍 화원로3길 66   | 천내리 | 2005년 5월  |                               |
| 대곡역 신동아파밀리에   | 신동아건설                         | ㈜에스엔디개발                  | 화원읍 비슬로539길 38 | 구라리 | 2007년 10월 |                               |
| 대곡역 래미안           | 삼성물산㈜ 건설부문                | ㈜케이아이에이치에이            | 화원읍 비슬로539길 35 | 구라리 | 2007년 7월  |                               |
| 설화명곡역 우방아이유쉘 | 에스엠상선㈜ 건설부문 ㈜에스엠우방 | ㈜아시아신탁 ㈜뉴동남산업개발   | 화원읍 비슬로 2417    | 설화리 | 2023년 4월  |                               |
| 화원파크뷰 우방아이유쉘 | 우방산업㈜                         | ㈜아시아신탁 ㈜에스더블유파트너 | 화원읍 명천로21길 55  | 천내리 | 2022년 9월  |                               |

## 주요 시설

### 행정 시설
- 화원읍행정복지센터
- 달성경찰서 화원지구대
- 화원119안전센터

### 금융 기관
- 화원우체국
- 명곡우체국
- 화원새마을금고

## 교육 기관
- 대구화원초등학교
- 대구화남초등학교
- 대구명곡초등학교
- 대구천내초등학교
- 대구화동초등학교
- 달성중학교
- 화원중학교
- 천내중학교
- 대원고등학교
- 화원고등학교
- 한남미용정보고등학교

## 교통
- 고속도로: 중부내륙선의 지선(451호선)의 화원옥포 나들목이 있으며 이 나들목을 통해 대구 시가지, 춘천, 안동, 부산, 서울, 대전, 마산 등으로 갈 수 있으며 중부내륙선의 지선과 연결되는 광주대구고속도로(제12호선)(옆 읍인 옥포읍 분기)를 통해 무안, 광주, 함양 등으로 갈 수 있다.
- 국도: 국도 제5호선이 읍 중심부를 지난다. 이 국도를 통해 마산, 창녕, 춘천, 대구 시가지, 달서구, 안동 등으로 갈 수 있다. 또한 논공읍 위천리에서부터 서구까지 중복되는 국도 제26호선을 통해 군산, 전주, 완주, 진안, 장수, 거창, 합천, 고령 등으로 갈 수 있다.
- 그 외에는 명곡리 명곡초등학교 뒤편에 테크노폴리스로 진출입로가 있다.

## 출신인물
- 박경호: 현.한나라당 대구시당 대외협력위원장, 전.31·32대 대구 달성군수(2선, 한나라당)
- 김문오: 34~36대 전.달성군수
- 문희갑: 전.28~29대 대구광역시장(2선, 한나라당)